# Mietstreik
Ein Mietstreik ist die kollektive Verweigerung von Mietzahlungen durch eine Hausgemeinschaft oder eine größere Gruppe von Mietern als politische Protestform.

## Definition
Mietstreiks sind eine in sozialen Bewegungen eher selten vorkommende Protestform, da bei Verweigerung von Mietzahlungen in so gut wie allen Rechtssystemen die Zwangsräumung und damit die Obdachlosigkeit der Bewohner droht. Dennoch hat diese Protestform in schweren Wirtschaftskrisen oder Zeiten hoher politischer Aktivierung der Bevölkerung immer wieder Verwendung gefunden – in Deutschland etwa in der Novemberrevolution oder der Weltwirtschaftskrise ab 1929.

## Berliner Mietstreik 1919
Im Sommer 1919 fand in Berlin ein Mietstreik statt, der von der Bewegung der Arbeitslosenräte organisiert wurde. Die Arbeitslosenräte waren Teil der Rätebewegung, organisierten sich aber nicht in Betrieben, sondern in öffentlichen Vollversammlungen. Am Mietstreik beteiligten sich laut zeitgenössischen Presseberichten etwa 200.000 Erwerbslose und Geringverdienende, allerdings ist diese Zahl laut Historiker Axel Weipert heute nicht mehr nachprüfbar. Der Protest richtete sich gegen die infolge der Nachkriegsinflation massiv gestiegenen Preise, die dazu führten, dass die Unterstützungssätze der kommunalen Arbeitslosenfürsorge das Existenzminimum unterschritten und sich die Mieter zwischen Lebensmittelkauf und Mietzahlung entscheiden mussten. Als weitergehende Forderung wurde auch die Enteignung der Hausbesitzer gefordert. Erreicht wurden lokale Anpassungen der Unterstützungszahlungen, so etwa in Berlin-Charlottenburg.

## Berliner Mietstreik 1932–1933

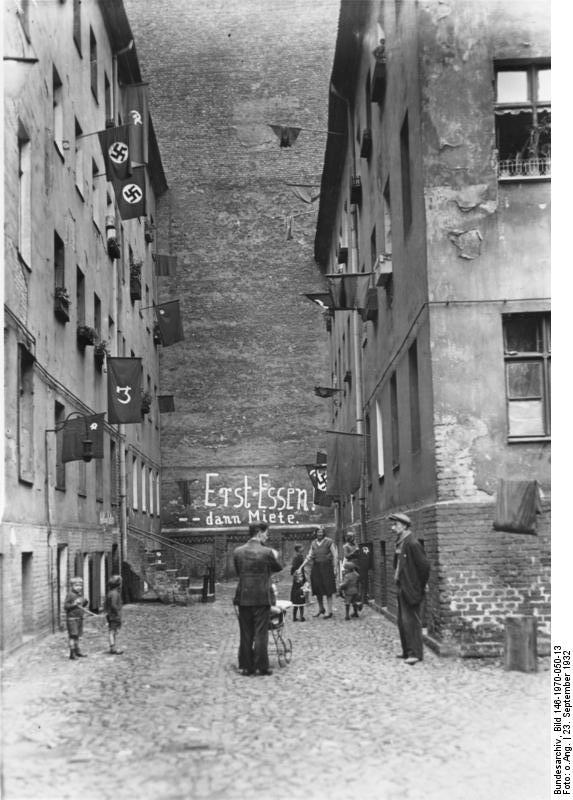
Mieterstreik 1932 unter der Parole „Erst Essen, dann Miete“.

Der Berliner Mietstreik von 1932 reagierte auf die extreme Verelendung der Berliner Arbeiterhaushalte in der Großen Depression, vielen Haushalten war nach Kürzung der Fürsorge und Unterstützungszahlungen im Rahmen der Austeritätspolitik des Reichskanzlers Heinrich Brüning die Zahlung der Miete ohnehin nicht möglich. Da ihnen somit ohnehin die Zwangsräumung drohte, fiel die Beteiligung an einem spontan 1932 aufkommenden Mietstreik sehr leicht. Die Bewegung fand insbesondere in den Arbeitervierteln großen Rückhalt und wurde insbesondere von der KPD unterstützt. Der Streik profitierte auch davon, dass die rechtliche Situation des Mietstreiks nicht geklärt war: die Protestierenden beriefen sich auf das Streikrecht und das Koalitionsrecht, also das Recht zur Vereinigungsfreiheit. Erst Anfang 1933, noch vor der Machtübernahme der Nationalsozialisten, stellte ein Gericht fest, dass Mietstreiks nicht vom Streikrecht gedeckt sind, da nicht Arbeitskraft zurückgehalten werde wie in anderen Streiks, sondern lediglich die Zahlung für eine weiter genutzte Mietsache verweigert werde.
Dieses Urteil, aber auch die kurz danach einsetzende ungehemmte Straßenterror der NS-Bewegung gegen alle der Arbeiterbewegung nahestehenden Organisationen und Gruppen beendete den Mietstreik, ohne dass dessen Forderungen erfüllt worden wären. Einzelne Proteste gegen Zwangsräumungen, damals „Exmission“ genannt, waren jedoch sehr wohl erfolgreich. Durch Besetzungen von Hausfluren konnten Gerichtsvollzieher am Betreten der Wohnung gehindert werden, oder aber man trug nach Vollstreckung der Zwangsräumung die Möbel einfach wieder hinein. In vielen Fällen konnte so Druck auf Vermieter aufgebaut und Obdachlosigkeit verhindert werden.

## Studentischer Mietstreik in Hamburg 1974
Aus Protest gegen eine Mieterhöhung organisierten Bewohner von Hamburger Studentenwohnheimen 1974 einen Mietstreik und forderten Mietsubventionen des Senats. Um juristische Folgen zu vermeiden, behielten sie jeweils nur einen Teil der Miete – die Erhöhung – zurück. Nach damaligem Mietrecht war nämlich eine Kündigung nur bei einem Zahlungsrückstand von einer vollen Monatsmiete möglich. Somit handelte es sich hier im Grunde um einen Teil-Mietstreik, verwandt mit der Mietminderung, die auch nach heutigem Mietrecht bei Mängeln der Wohnung (und nur in diesem Fall) legal ist.

## Mietstreik einer Hausgemeinschaft gegen einen NS-Täter 1979
Ein lokaler Sonderfall ist der Mietstreik einer Berliner Hausgemeinschaft gegen einen NS-Kriegsverbrecher. Durch Medienberichte erfuhren Mieter 1979, dass ihr Hausbesitzer Aribert Heim als Lagerarzt in den KZ Buchenwald und Mauthausen für schwere Misshandlungen, medizinische Experimente an Menschen und die Ermordung von Häftlingen verantwortlich war und seit 1962 per Haftbefehl gesucht wurde. Die Miete wurde von einem bevollmächtigten Notar kassiert und floss mutmaßlich dem flüchtigen NS-Täter zu. Die Bewohner forderten nun eine Enteignung des Heims nach dem in Berlin gültigen 2. Entnazifizierungsgesetz von 1955. Bis zur Klärung dieser Forderung überwiesen sie die Miete auf ein Sperrkonto. Eine Zwangsvollstreckung des Hauses im Rahmen eines Sühneverfahrens wurde bereits 1979 in Berlin eingeleitet, wegen eines gleichzeitig in Baden-Baden anhängigen Beschlagnahme-Beschlusses kam es jedoch erst 1988 zur Vollstreckung und zum Verkauf des Hauses. Der Hausbesitzer Heim wurde trotz intensiver Suche nie gefunden, erst 2009 stellte sich heraus, dass er 1992 in Ägypten gestorben ist.
Der Fall ist insofern ein Sonderfall, weil einerseits der Grund für den Mietstreik nicht in Konflikten im Rahmen des Mietverhältnis lag und zudem der Hausbesitzer flüchtig war und somit nicht juristisch gegen die Mieter vorgehen konnte. Es zeigt jedoch die Flexibilität, mit der die Protestform „Mietstreik“ von Mietern in verschiedenen historischen Epochen eingesetzt wurde.